# 蚂蟥
蚂蟥，又稱螞蝗，包括水蛭和旱蛭，是环节动物门環帶纲的一类动物，屬於雌雄同体。和其他同為環帶綱的寡毛類（如蚯蚓）相比，蚂蟥体外无毛，而且体腔的结缔组织更密集，因此身体更结实。
被发现的蚂蟥约700种，约100种生活在海洋中，约70种生活在陆地，余下都生活在淡水环境。一般人的刻板印象中總認為蚂蟥都是吸血动物，但其實並非所有的螞蟥都吸血。整體而言螞蟥屬於肉食性，許多種類行自由生活以捕食小型無脊椎動物為生，只有部份種類行暫時性寄生，以各種宿主的體液為食，其中也有以哺乳類血液為食的螞蟥，但並不佔多數。，螞蟥最重要的特徵是头尾各有一个吸盘，而且尾吸盤比口吸盤大而明顯。螞蟥可以分成「有吻蛭」和「無吻蛭」兩類群，有吻蛭顧名思義，即咽部有肌肉質的口器稱為吻部，可從口中伸出刺入宿主體內吸血，至於無吻蛭則沒有吻部，許多無吻蛭是利用口中三片的半圓形顎切開宿主皮膚，但也有僅具兩片顎或一片顎的種類，甚至也有口中無顎、僅能依賴強健咽部肌肉將獵物吸住並且吞食的種類。
許多人認為螞蟥吸血時會释放麻醉剂，因此不易被宿主察觉，但實際上研究中從未在任何螞蟥的唾液中找到具有麻醉效果的成份。螞蟥一次的吸血量非常大，為其体重的2—10倍。能耐饥饿。在野外草地中，蚂蟥有時會被誤認為蛞蝓。
过去蚂蟥曾用于医疗，其唾液中有血管擴張劑和各種防止血液凝固的抗凝血因子，部分程度減低因血液積聚所引起的高血壓。在西方使用蚂蟥进行放血疗法可以追溯到古希腊时期，并沿用到19世纪直至被证明为伪科学。现在已经很少用蚂蟥做这种用途，但在整型手术或斷肢接合手術中仍有使用，尤其在2004年美國FDA將醫用水蛭列為醫材之後，以特定種類的吸血螞蟥來處理整型手術和斷肢接合後的靜脈淤積已有大量病例證實其功效。在德国被作为一种替代疗法用来治疗骨关节炎。

## 行为

### 吸血

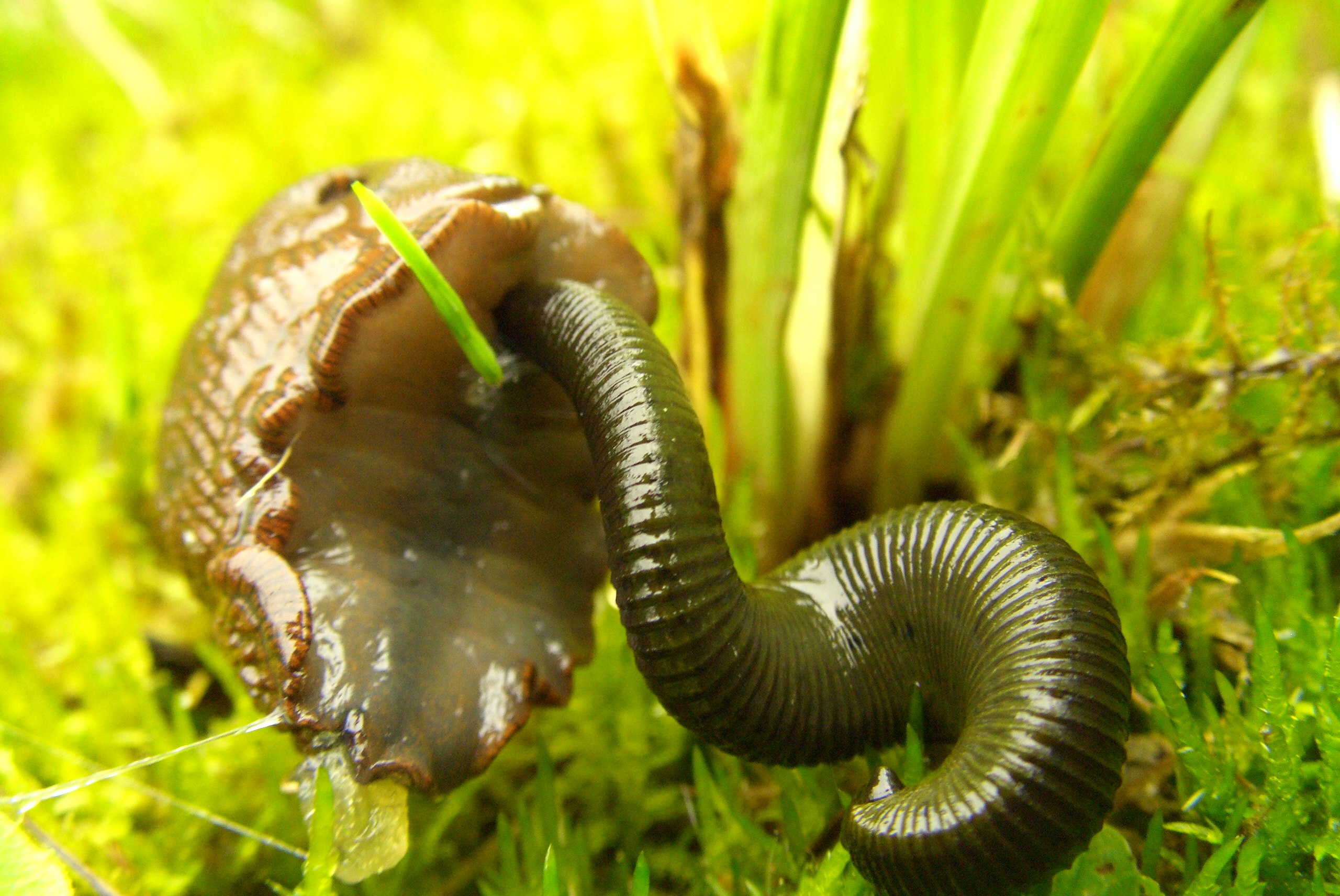
蚂蟥捕食蛞蝓

多数蚂蟥捕食小的无脊椎动物，如蛞蝓、蝸牛、蚯蚓等。吸血的蚂蟥附着在宿主身上后，有吻蛭類群可用吻部刺入宿主皮肤吸血，無吻蛭類群則是用顎切開宿主皮膚吸血，雖然坊間傳言螞蟥在吸血時會释放麻醉剂因此不易被宿主察觉，但其實目前為止從未在各種螞蟥的唾液中找到麻醉劑，吸血時不被宿主察覺的原因，比較可能是因為腿部皮膚較不敏感、行進中衣物摩擦注意力被分散、以及外在環境如水體溫度和水壓等，導致螞蟥切開皮膚時的痛感較不明顯。
吸血螞蟥吸血時會分泌抗凝血因子作用在宿主的皮膚切口中，其中包含多種抗凝血酶、以及鼎鼎大名的水蛭素（Hirudin）。蚂蟥吸血是会紧紧吸住宿主，直到吸饱了血为止。由于抗凝血因子的关系，伤口会持续流血，在去除蚂蟥并清理伤口后，这个效果仍会持续几个小时。
一般来说，蚂蟥的肠道中有共生菌，而从前任宿主吸血得到的细菌、病毒、以及寄生虫則有可能在蚂蟥体内生存数日，但藉由蚂蟥传播的传染案例并不多见。在喀麦隆的蚂蟥体内发现过艾滋病毒和肝炎病毒。

### 被蚂蟥叮咬后的处理

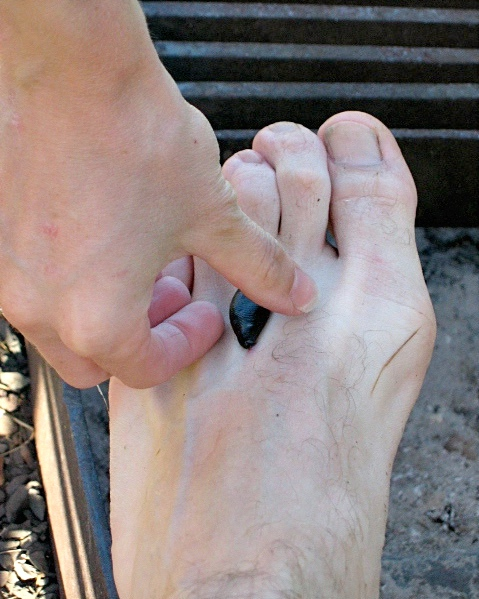
吸附在皮肤上的蚂蟥可以用手去除，因为它们没有钻入皮肤，也不会把头和口器留在伤口中。但伤口要一周左右才能痊愈。

主流观点推荐去除身上的蚂蟥的办法：用指甲或类似的扁平钝器贴着皮肤撬开蚂蟥前端的吸盘，然后再撬开另一端的吸盘，将蚂蟥扔掉。
一些过去流传办法，如用火、烟头烧，在蚂蟥身上撒盐、肥皂水、酒精、醋、柠檬汁、杀虫剂、碳酸饮料；医学界的主流观点从并不推荐这些办法，因为这样会导致蚂蟥快速收缩身体，其消化道里共生的產氣單胞桿菌可能會隨著反吐的血液回到傷口，而使伤口感染。
贴在外皮肤上的蚂蟥吸饱了血会自动脱落，这个过程会持续20分钟到两小时、甚至更多。吸在鼻腔或阴道里的蚂蟥最好找医生处理。
去除蚂蟥之后，伤口应先后用肥皂水和清水冲洗，包扎。伤口因为抗凝血因子的原因，会持续流血几小时甚至三天。可以用按压法止血，不过如果只有一个伤口，那并不会有大危险。伤口愈合时可能会痒，抓挠会使伤口恶化，使用抗组胺剂或冷水可以缓解症状。
有些人被蚂蟥咬过后会出现过敏反应，如身体出现红斑、发痒、嘴唇和眼睛肿起、眩晕、呼吸困难等症状，应马上找医生处理。

## 特徵
螞蟥屬於環節動物門，身體的構造有一節一節的環節。臺灣學者賴亦德為撰寫圖鑑，為說明螞蟥的醫療用途，從中藥店買了一些來拍照；用水泡發以後卻不見環節與尾吸盤，後來經過DNA鑑定後發現為進口自印尼泗水的海參。後來發現全臺灣有販售螞蟥的中藥行中，偽品的比例約為三成（28%），且可能自2006年開始便出現在臺灣的中藥店。
傳統漢藥有螞蟥，螞蟥在現代醫學上也很有用，因其唾液中有血管擴張劑，故而它可有效地防止血液凝固，減低因血液積聚所引起的高血壓。在接駁手術後（例如眼皮，手指或耳朵的再縫合手術），利用螞蟥能有效地刺激被接駁器官的血液循環。

## 种类
蚂蟥的主要种类有：
- 陸棲蚂蟥：主要生长在阴湿低凹的林中草地中，如琉球山蛭、日本山蛭、彩紋山蛭、斯里蘭卡山蛭。
- 淡水棲蚂蟥：主要生长在沼泽、池塘中，其体形扁长，带黑绿色，如日本醫蛭、菲擬醫蛭、寬體金線蛭。
- 地棲蚂蟥：主要生長在山區，如岳蛭。平地也可能出現，如齒蛭、南京牛蛭。
- 海水棲蚂蟥：在海洋中附著在各自的宿主如海龜、河豚、鯊魚等身上。如寄生在海龜身上的緣髮鰓蛭。
- 寄生蚂蟥：主要生长在山溪泉水中，其幼虫呈白色，肉眼很难发现，人喝了这些泉水，容易寄生在人体中。如鼻蛭、尼羅沼蛭、顆粒牛蛭。

## 圖片

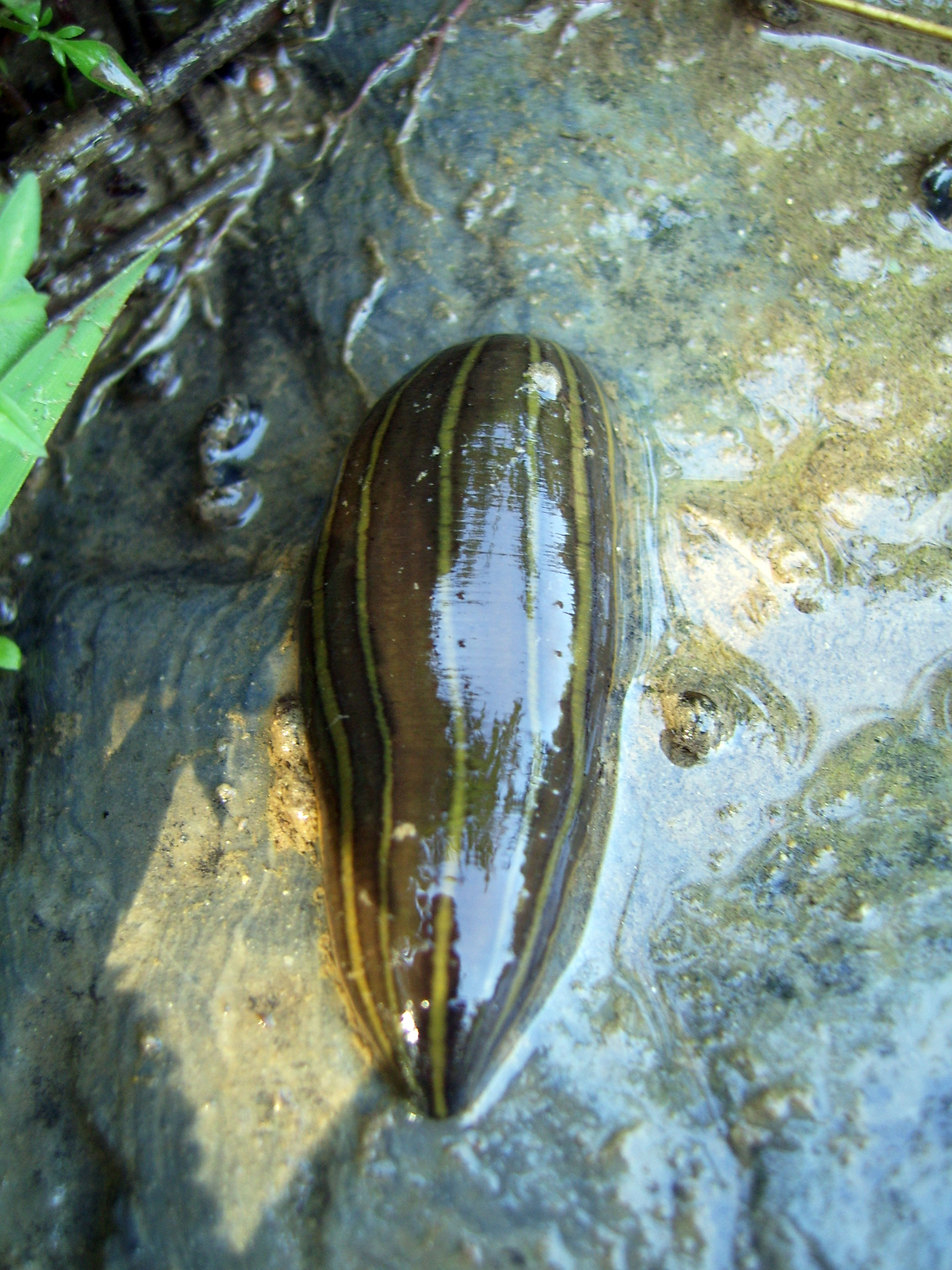
北京植物园的蚂蟥
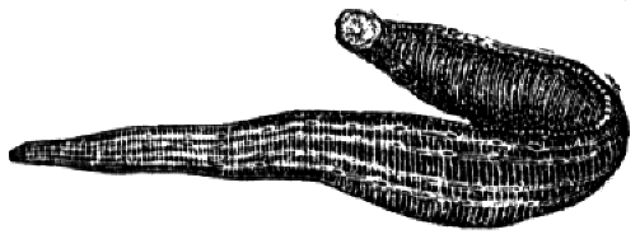
欧洲医蛭（学名：Hirudo medicinalis）的绘图
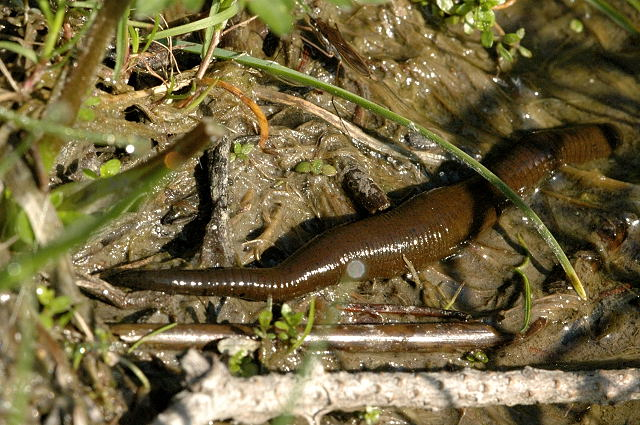
一头马蛭的照片
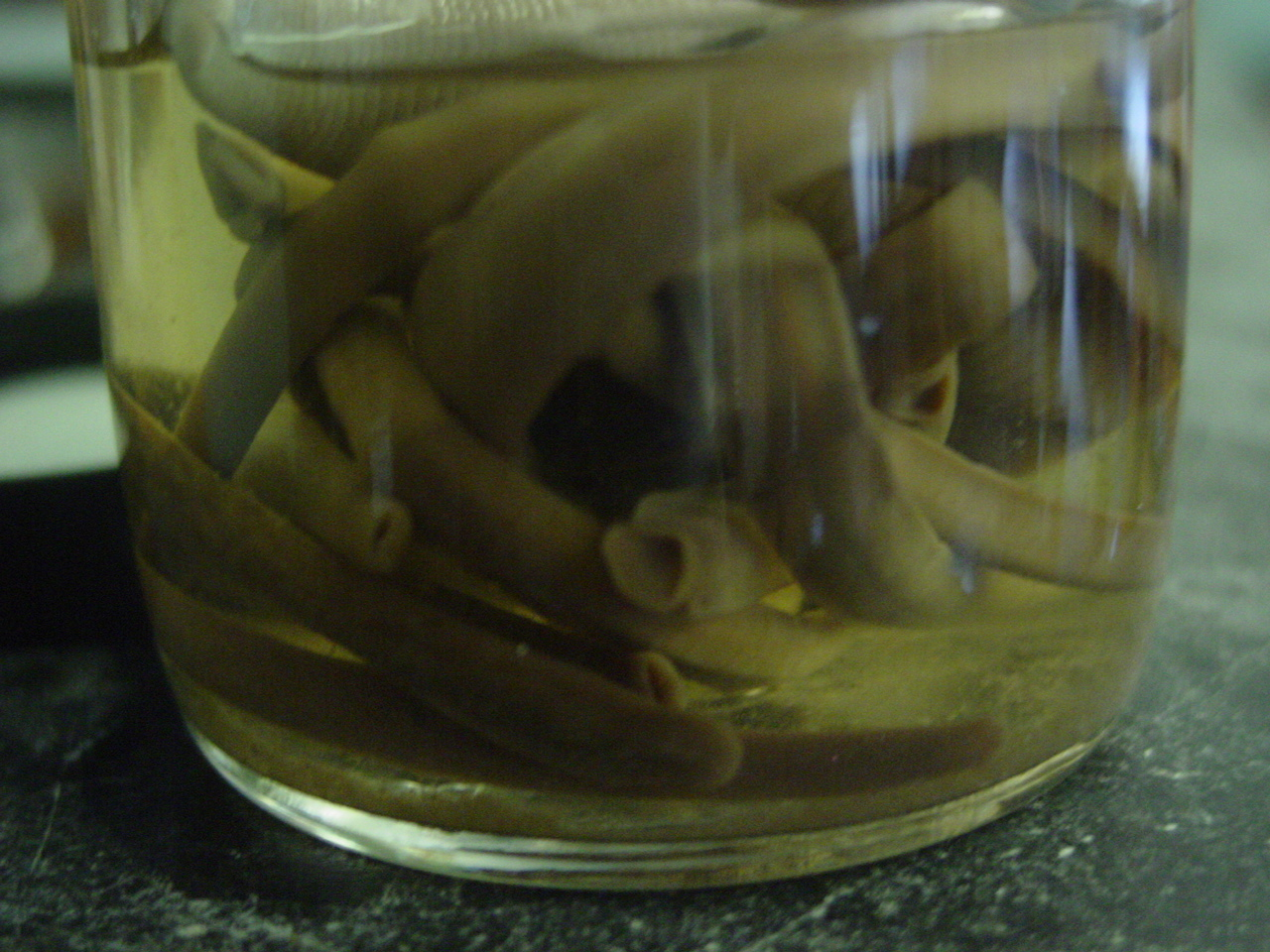
泡在液体里的蚂蟥
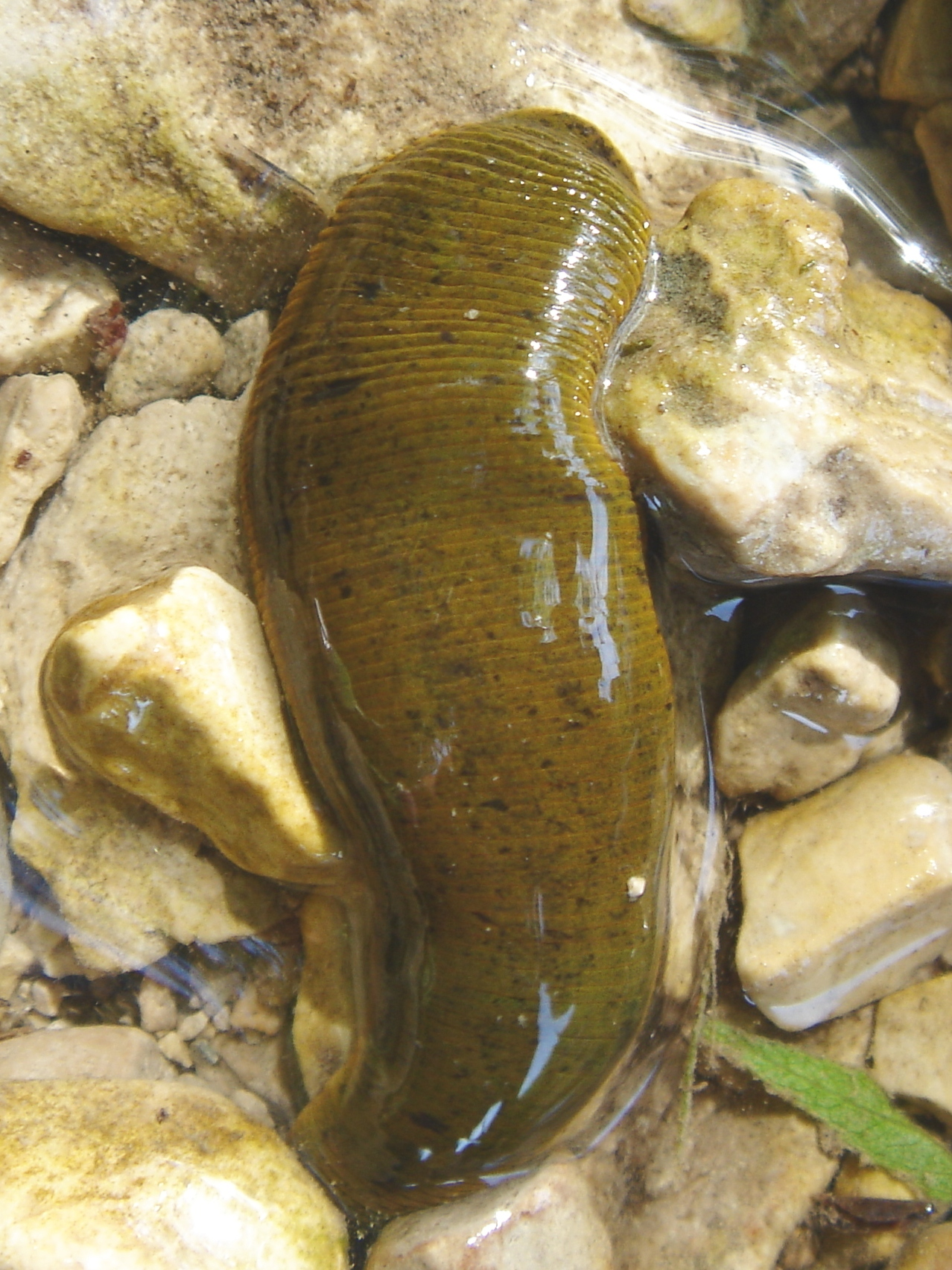
看似马蛭的蚂蟥
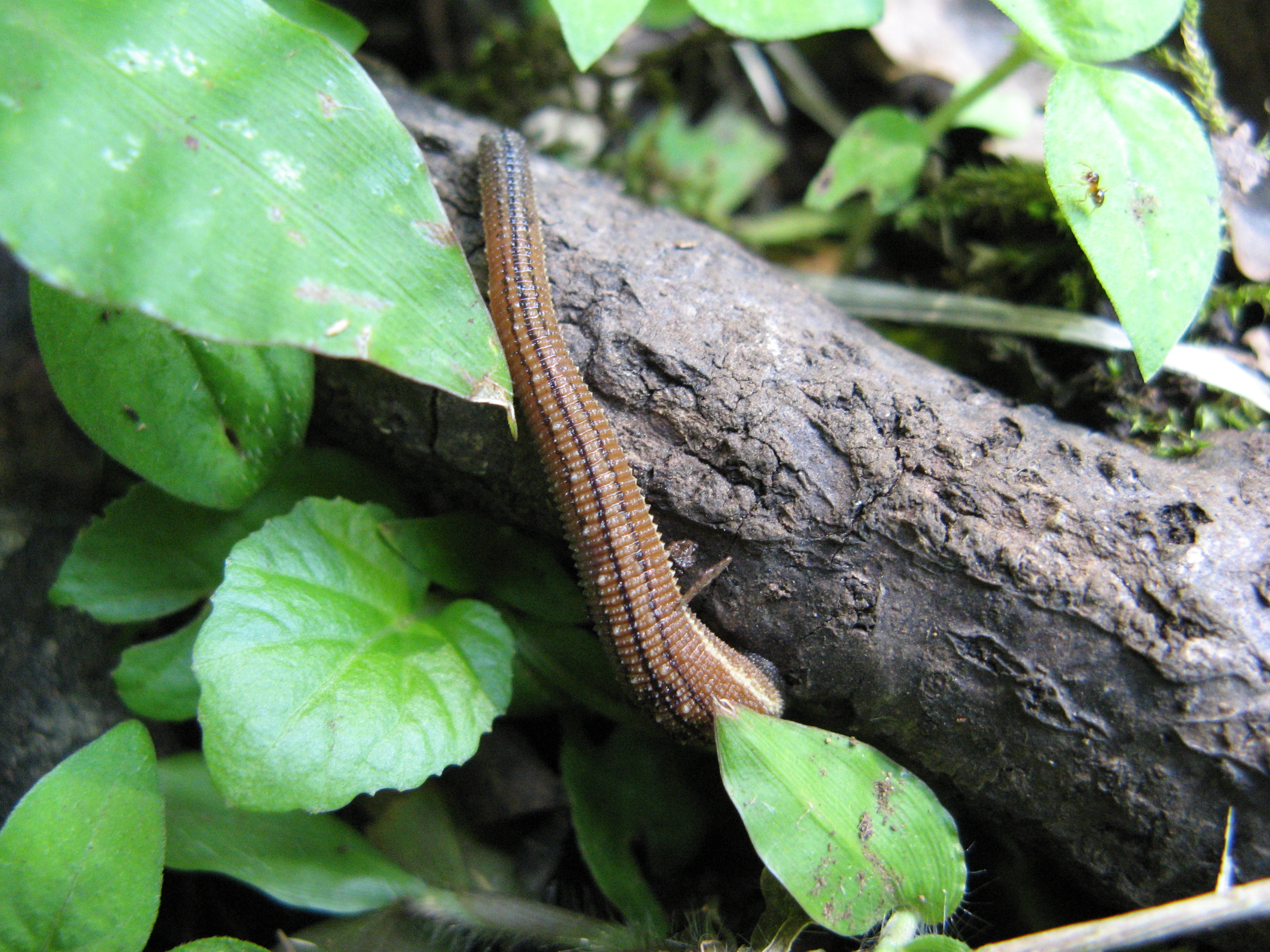
日本山中的陆蛭
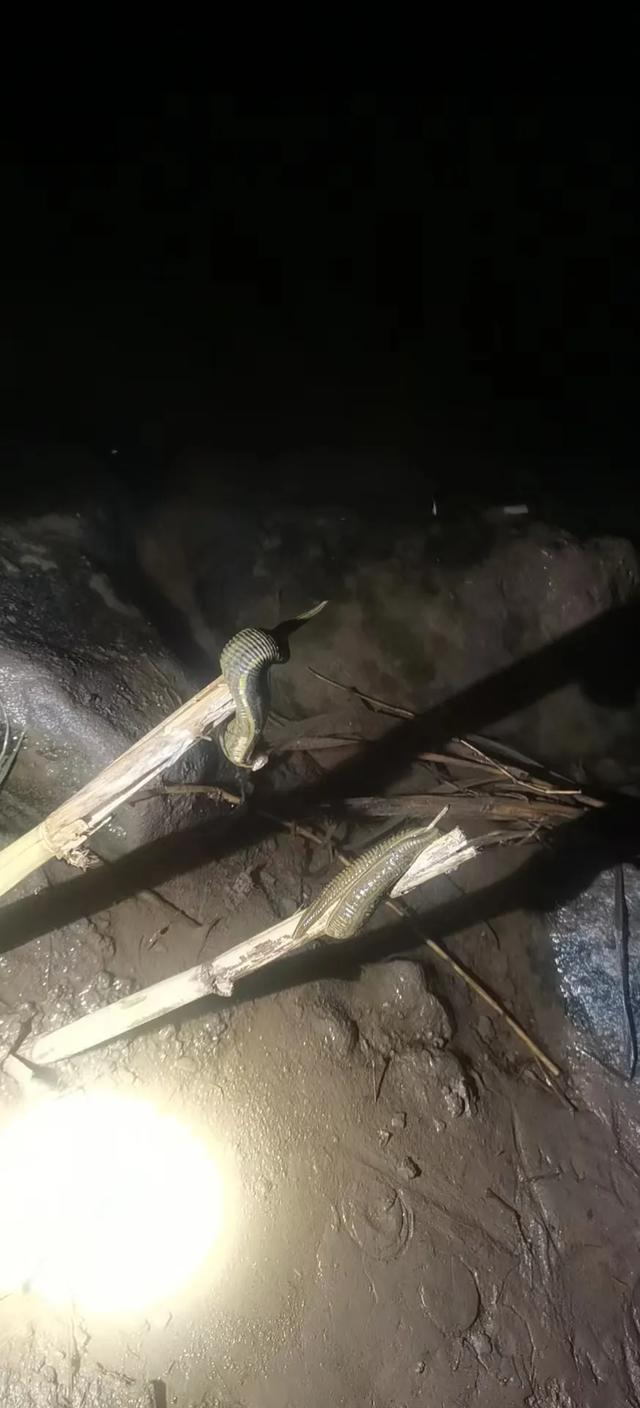
夜间在农田活动的蚂蟥

## 延伸阅读
[在维基数据编辑]
 《欽定古今圖書集成·博物彙編·禽蟲典·水蛭部》，出自陈梦雷《古今圖書集成》